# Aéronef de liaisons

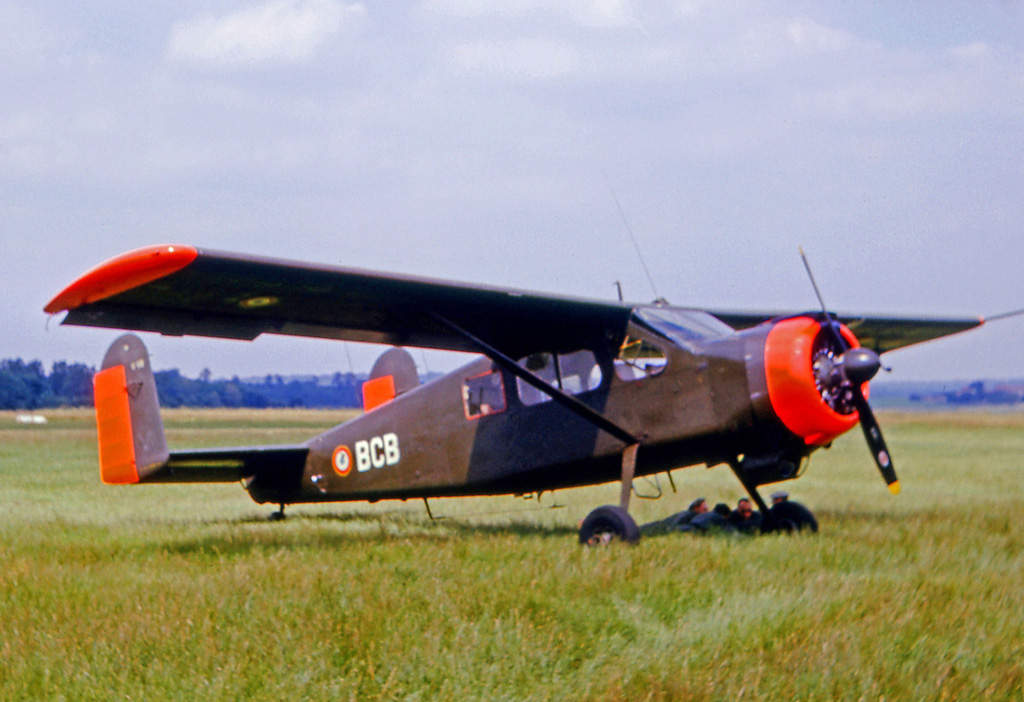
Max-Holste MH-1521M Broussard

Un aéronef de liaisons est une machine volante militaire, avion léger ou hélicoptère, dont les deux missions principales sont le transport militaire léger d'un seul ou de quelques officiers supérieurs, ou celui d'une estafette.

## Contexte historique

### Seconde Guerre mondiale
Les premiers aéronefs de liaisons étaient des avions légers monomoteurs apparus durant la Seconde Guerre mondiale. Ils assuraient des missions dites de liaisons, c'est-à-dire le transport rapide d'un officier ou d'un messager entre deux points donnés du théâtre d'opérations. Chaque force aérienne mais aussi la majorité des forces aéronavales possédaient de tels avions.
Voici quelques-uns des principaux avions de liaisons utilisés par les Alliés mais aussi par les forces de l'Axe : 

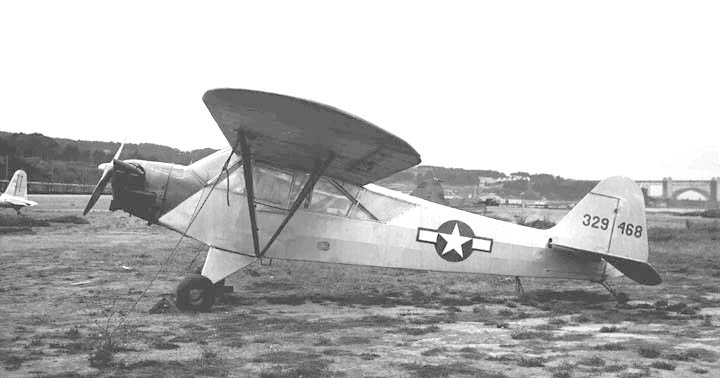
Piper L-4

- Arado Ar 79,
- Fieseler Fi 156,
- Messerschmitt Bf 108,
- Piper L-4,
- Polikarpov Po-2,
- Westland Lysander,

### L'après-guerre et la Guerre Froide
Dans les premières années de l'après-guerre et jusqu'au milieu des années 1950 les avions de liaisons demeurèrent relativement similaires à ceux de la Seconde Guerre mondiale. À quelques très rares exceptions il s'agissait d'avions légers monomoteurs disposant pour beaucoup de capacités de décollages et d'atterrissages courts. Au milieu des années 1950 les premiers hélicoptères de liaisons firent leur apparition, en même temps d'ailleurs que les éléments aériens des forces terrestres.
Cette période a également vu l'apparition des premiers avions de liaisons à propulsion par réacteur et à turbopropulsion.
Voici quelques-uns des principaux avions et hélicoptères de liaisons utilisés par les forces de l'OTAN, du Pacte de Varsovie mais également des pays non-alignés :

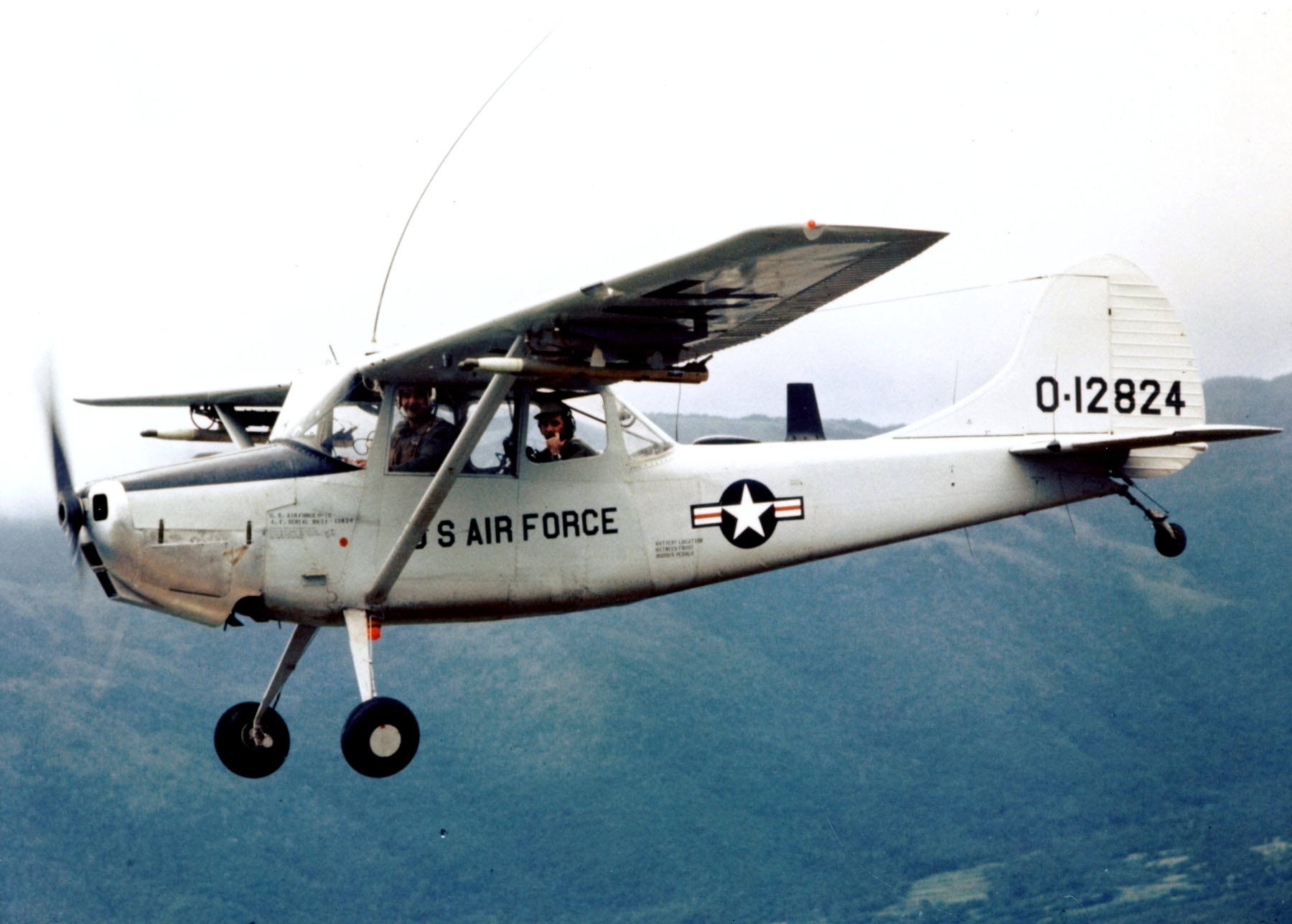
Cessna L-19 Bird Dog

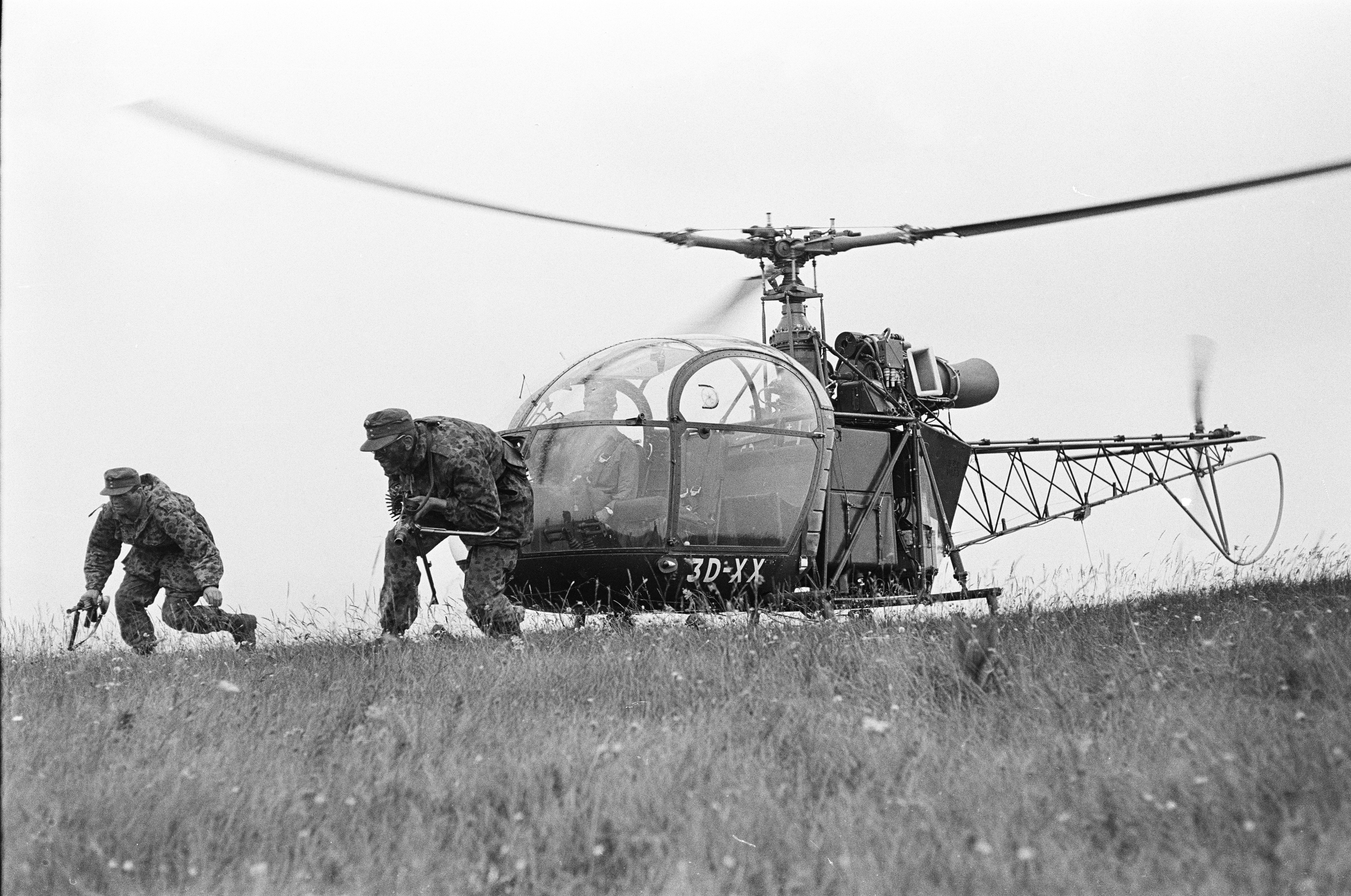
Sud-Est SE.313 Alouette II

- Aermacchi AM.3,
- Aérospatiale SA-342,
- Agusta A.109,
- Bell OH-13,
- Cessna L-19,
- De Havilland Canada DHC-2,
- Hughes OH-6,
- Max-Holste MH-1521,
- Mil Mi-1,
- Mil Mi-2,
- Morane-Saulnier MS.760,
- Nord N.3400,
- Ryan L-22,
- Sud-Aviation SA-316B,
- Sud-Est SE.313,
- Yakovlev Yak-12,

## Les aéronefs de liaison de nos jours
Avec le développement des Technologies de l'information et de la communication, et notamment des communications à cryptages algorithmiques on aurait pu croire que les aéronefs de liaisons allaient disparaitre. Simplement ils se sont adaptés. Depuis le début des années 1990 environ ceux-ci servent essentiellement au transport des officiers. La mission type "estafette volante" semble finie.
Désormais certains jet d'affaires et notamment ceux entrant dans la catégorie des Very Light Jets sont utilisés comme avions de liaisons. On parle alors de liaisons rapides.
Voici quelques-uns des principaux aéronefs de liaisons utilisés de nos jours : 

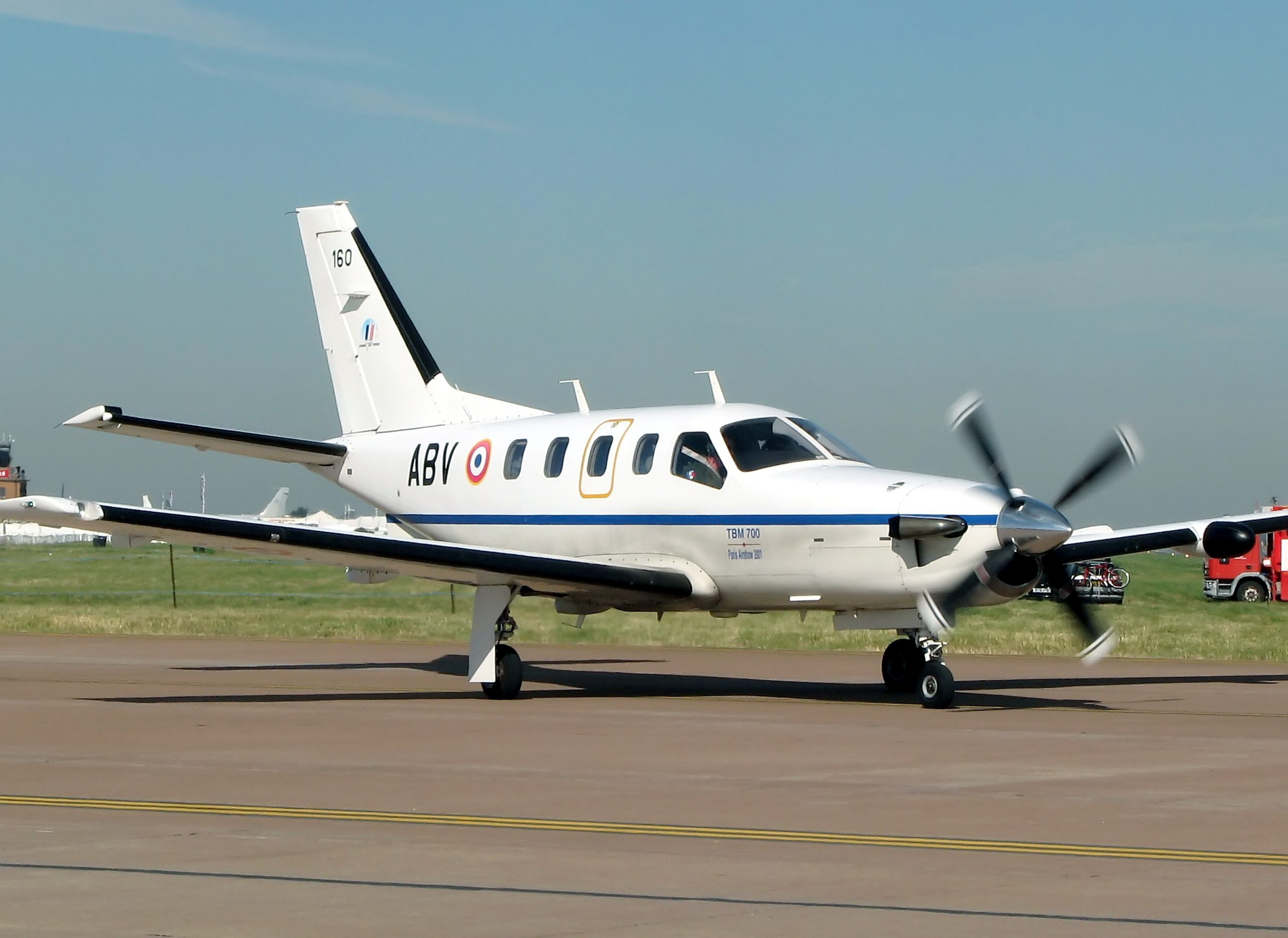
Socata TBM-700

- Beechcraft UC-12,
- Cessna UC-35,
- Embraer Emb-500,
- Eurocopter EC635,
- Kamov Ka-226,
- MD Helicopters MD-900,
- Pilatus PC-12,
- Socata TBM-700,

## Sources & références

### Sources bibliographiques
- Michel Marmin, Encyclopédie "Toute l'aviation", Éditions Atlas, 1993.
- François Besse, Les avions en 1001 photos, Paris, Solar, coll. « 1001 photos », 2006, 463 p. (ISBN 978-2-263-04215-7, OCLC 421611089).
- Pierre Gaillard, Avions et hélicoptères militaires d'aujourd'hui, Clichy/Paris, Larivière, 1999, 304 p. (ISBN 2-907051-24-5).
- Édouard Chemel et Jacques Legrand (dir.), Chronique de l'aviation, Paris, Éditions Chronique, 1991, 984 p. (ISBN 2-905969-51-2 et 978-2-905-96951-4).